# Denis Gack
Denis Gack est un athlète français, né à Donzy dans la Nièvre le 24 février 1959, adepte de la course d'ultrafond, champion de France du 100 km en 1990.

## Biographie
Denis Gack est champion de France du 100 km de Martigné-Ferchaud en 1990, et participe plusieurs fois aux championnats du monde des 100 km. Denis Gack réalise également le meilleur classement par équipes lors des championnats d'Europe des 100 km de Cléder en 1996.

## Records personnels
Statistiques de Denis Gack d'après la Deutsche Ultramarathon-Vereinigung (DUV) :
- Marathon : 2 h 25 min 15 s au marathon du Val-de-Marne en 1990[6]
- 50 km route : 3 h 18 min 52 s aux championnats du monde IAU des 100 km de Winschoten en 1995 (50 km split)
- 100 km route : 6 h 37 min 47 s aux championnats d'Europe IAU des 100 km de Winschoten en 1994
- 6 heures route : 80,120 km aux 6 h de Flavy-le-Martel en 2001 et 2006
- 12 heures route : 119,238 km aux 24 h du Quai du Cher en 2010 (12 h split)
- 24 heures route : 210,794 km aux 24 h d'Aulnat en 2012